# Lämmelporing
Lämmelporing (Piloporia sajanensis) är en svampart som först beskrevs av Erast Parmasto, och fick sitt nu gällande namn av Tuomo Niemelä 1982. Lämmelporing ingår i släktet Piloporia och familjen Polyporaceae.  Arten är reproducerande i Sverige. Inga underarter finns listade i Catalogue of Life.